# Ruanda nos Jogos Paralímpicos de Verão de 2012
Ruanda irá participar dos Jogos Paralímpicos de Verão de 2012, que irão acontecer na cidade de Londres, na Grã-Bretanha.

## Desempenho

### Levantamento de peso
Masculino
| Atletas             | Evento   | Resultado | Posição |
| ------------------- | -------- | --------- | ------- |
| Theogene Hakizimana | -82.5 kg | 175,0     | 10º     |